# 한농화성
주식회사 한농화성은 전북특별자치도 군산시에 본사를 둔 계면활성제 중간체와 농약용 유화제 등을 만드는 화학 기업이다.

## 역사
1976년에 설립되었으며 2003년 1월 8일에 코스피 시장에 상장하였다. 2022년 10월 7일에는 바스프와 합작하여 바스프한농화성솔루션스를 설립하였다.

## 사업
국책과제인 ‘리튬금속고분자전지용 전고상 고분자 전해질 소재 합성 기술 및 상용화 기술 개발’을 주관하고 있다. 2025년 보건복지부 지원을 받아 중국 화장품 신원료를 등록하였다.